# Angela Stachowa
Angela Stachowa, geb. Mirtschink (* 16. August 1948 in Prag; † 29. März 2022 in Leipzig) war eine deutsch-sorbische Schriftstellerin und Politikerin.

## Leben
Angela Stachowa war die Tochter des sorbischen Schriftstellers Jurij Měrćink. Nach der Abiturprüfung 1967 an der Sorbischen Oberschule in Bautzen absolvierte sie ein Studium an der TU Dresden, das sie 1972 als Diplom-Ingenieurökonomin mit der Spezialisierung Elektrotechnik/Elektronik abschloss. Von 1973 bis 1976 war sie wissenschaftliche Mitarbeiterin an der Karl-Marx-Universität Leipzig. Danach arbeitete sie als freiberufliche Schriftstellerin. Für ihre Arbeiten erhielt sie den Kunstpreis der Domowina, den Kunstpreis der Stadt Leipzig (1986) und den OIRT-Hörspielpreis, außerdem die Johann-Gottfried-Herder-Medaille in Gold. Einzelne ihrer Werke wurden ins Tschechische, Polnische, Russische, Schwedische, Kroatische und Englische übersetzt.
Angela Stachowa war von 1972 bis 1989 Mitglied der SED. Vom 20. Dezember 1990 bis 10. November 1994  war sie für eine Wahlperiode Mitglied des Deutschen Bundestages. Sie wurde als Parteilose für die PDS/Linke Liste über die Landesliste Sachsen ins Parlament gewählt. Während der Legislaturperiode trat sie am 15. Juni 1994 aus der PDS-Gruppe aus, behielt aber ihr Mandat als Fraktionslose.
Angela Stachowa lebte in Leipzig.

## Auszeichnungen
- Kunstpreis der Domowina
- Johann-Gottfried-Herder-Medaille in Gold[3]

## Werke (Auswahl)
- Stunde zwischen Hund & Katz. Mitteldeutscher Verlag, Halle 1975.
- Geschichten für Majka. Mitteldeutscher Verlag, Halle 1978.
  - Auszug in: Horst Heidtmann (Hrsg.): Die Verbesserung des Menschen. Märchen. Beiträge von Franz Fühmann u. a., Luchterhand Literaturverlag, Darmstadt 1982, ISBN 3-472-61413-7, S. 123–137.
- Annalinde und das Feuermännchen. VEB Domowina-Verlag, Bautzen 1981.
- Kleine Verführung. Mitteldeutscher Verlag, Halle 1982, ISBN 3-354-00402-9.
- Wie die Lokomotive wieder ins Geleise kam. VEB Domowina-Verlag Bautzen, 1985
- Acht Tage Abschied. Postreiter, Halle 1987.
- Słónčna róža Marhata. Ludowe nakładnistwo Domowina (LND), Budyšin 1996.
- Lilow a knjez Handrik. LND, Budyšin 1997.
- Jank ze žołtym kłobukom. LND, Budyšin 2000.
- Vineta. LND, Budyšin 2002.
- Geschichten aus der DDR. Autonomie und Chaos, Berlin 2023. ISBN 978-3-945980-89-7 PDF